# Tim O'Reilly
Tim O'Reilly (Cork, 1954) és un informàtic irlandès, autor del concepte Web 2.0, és el fundador i president de O'Reilly Media. Es va graduar el 1975 amb honors en Literatura Clàssica. És un defensor del programari lliure i el moviment que el defensa.

## Biografia
Després de la seva graduació va desenvolupar la seva carrera en el món editorial i el 1992 va editar The Whole Internet User's Guide & Catalog que va ser el primer llibre popular sobre Internet. Va fundar el 1993 el Global Network Navigator que va ser el primer portal d'Internet, venut el 1995 a AOL. L'any 2000 torna a avançar-se i funda Safari Books Online, el primer lloc d'Internet en oferir llibres.
L'any 2004 O'Reilly organitza la primera conferència on apareix el terme Web 2.0 per al públic en general. Ha estat Conseller a la Internet Society i la Electronic Frontier Foundation. També va ser-ho de Macromedia, i ara ho és de CollabNet.

## Articles
Al llarg de la seva història O'Reilly ha escrit un gran nombre d'articles que han tingut un gran ressò en la comunitat d'Internet, tant entre els que es podrien considerar més seguidors del programari lliure com de membres de grups empresarials i polític. Un d'ells és *Qué es Web 2.0 Arxivat 2007-10-25 a Wayback Machine. (en castellà) que representa l'intent de clarificar el famós concepte. A la pàgina de recull d'articles del seu lloc web (En anglès) se'n poden trobar multitud d'articles sobre Programari Lliure, Perl, Web 2.0 i altres temes sobre els que ha creat opinió.
En la bitàcola que ell mateix coordina es poden trobar articles sobre temes diversos.